# Vetus Latina

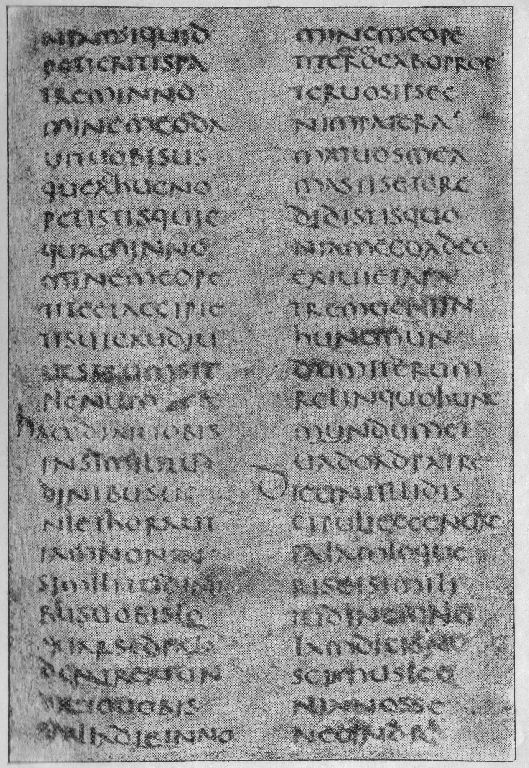
Сторінка кодексу з Верчеллі (Codex Vercellensis), як приклад Vetus Latina. Тут Євангеліє від Івана 16:23-30.

Vetus Latina (стара латинська) — усі варіанти перекладів Біблії (Старого і Нового Заповіту) на латинську мову, які були у користуванні до появи Вульгати.
Численні ранні переклади Біблії розрізняються за обсягом і стилем перекладу. Вони доступні перш за все в цитатах отців церкви (наприклад Блаженний Августин), але збереглися також і фрагменти їх рукописів. Фрагменти кодексу Vetus Latina з IV або V століття були знайдені, наприклад, у бібліотеці при соборі міста Констанц, коли у XV столітті розрізали старі рукописи і використовували їх для зміцнення книжкових палітурок.

## Дослідження
Священник з Баварії Йозеф Денк (1849–1927) наприкінці XIX століття почав збирати і колекціонувати цитати Vetus Latina з писань Отців Церкви. Таким чином зібрана картотека, яка складається із тисяч листів, передана в абатство Бойрона (Баден-Вюртемберг). У 1945 році монах-бенедиктинець Боніфацій (Петер Пауль) Фішер засновує в тому ж абатстві Інститут Vetus-Latina який займається історичним дослідженням старих версій перекладів що входили до Vetus Latina. Планується випуск цих історичних матеріалів у 27 томах.